# طارق الصباغ
طارق الصباغ (انگلیسی: Tarek El-Sabbagh؛ زادهٔ ۶ سپتامبر ۱۹۵۷) بازیکن بسکتبال اهل مصر بود.